# Wieszak (budownictwo)

Wieszak (na rysunku oznaczony nr 3)

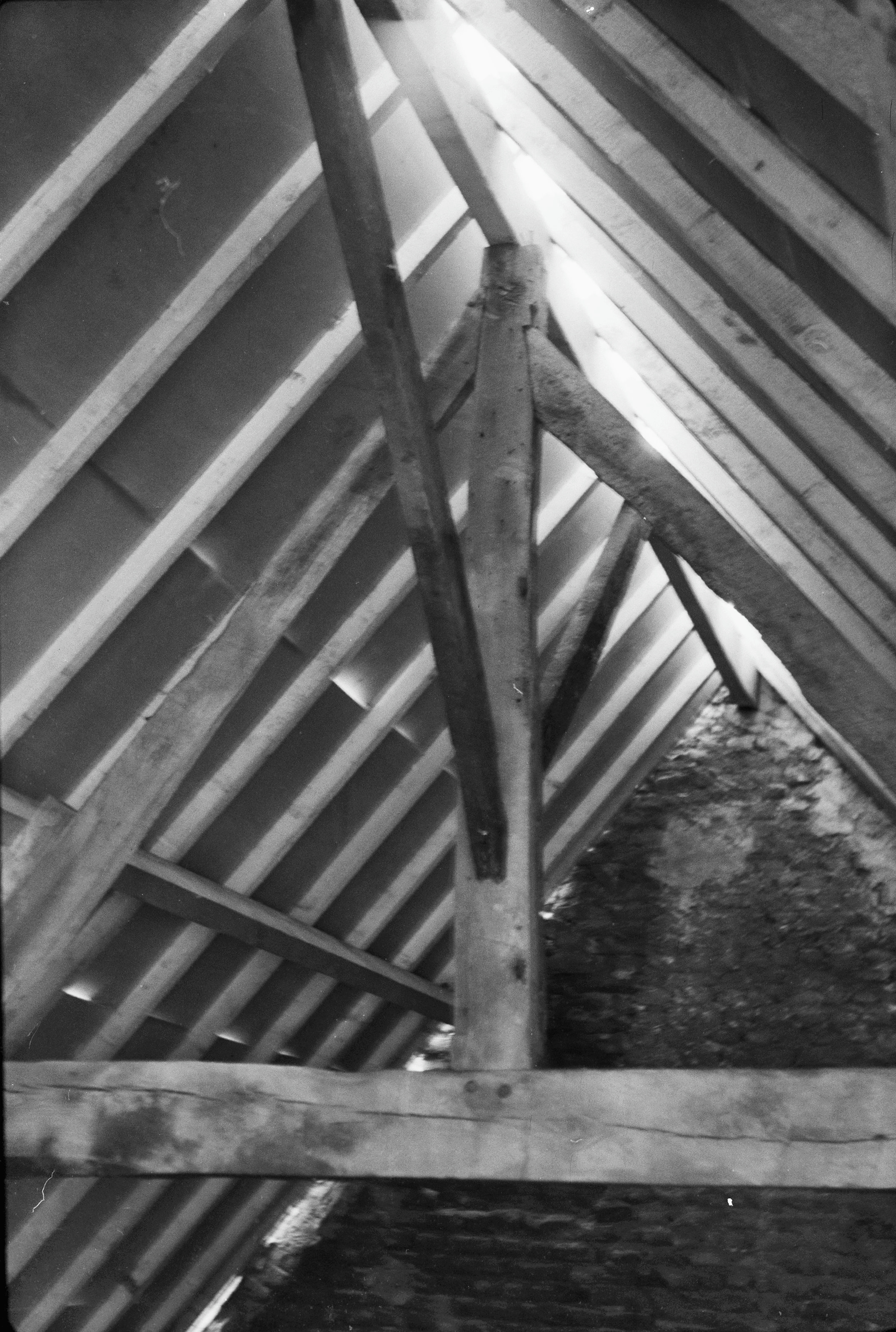
Wieszak

Wieszak – pionowy, rozciągany element konstrukcji wiązara wieszarowego, także element konstrukcyjny w formie cięgna podwieszony do innego elementu konstrukcyjnego.
W zależności od ilości wieszaków rozróżnia się wiązary jedno- i dwuwieszakowe. W jednowieszakowych łączy płatew kalenicową ze ściągiem, w dwuwieszakowych – płatew pośrednią ze ściągiem. Ze względów konstrukcyjnych pomiędzy wieszakiem a ściągiem powinien być kilkucentymetrowy luz, aby ugięcia wiązara nie powodowały dodatkowego ugięcia ściągu. W wiązarach dwuwieszakowych pomiędzy wieszaki wprowadzana jest dodatkowo pozioma belka zwana rozporem.